# Cetoacidoză

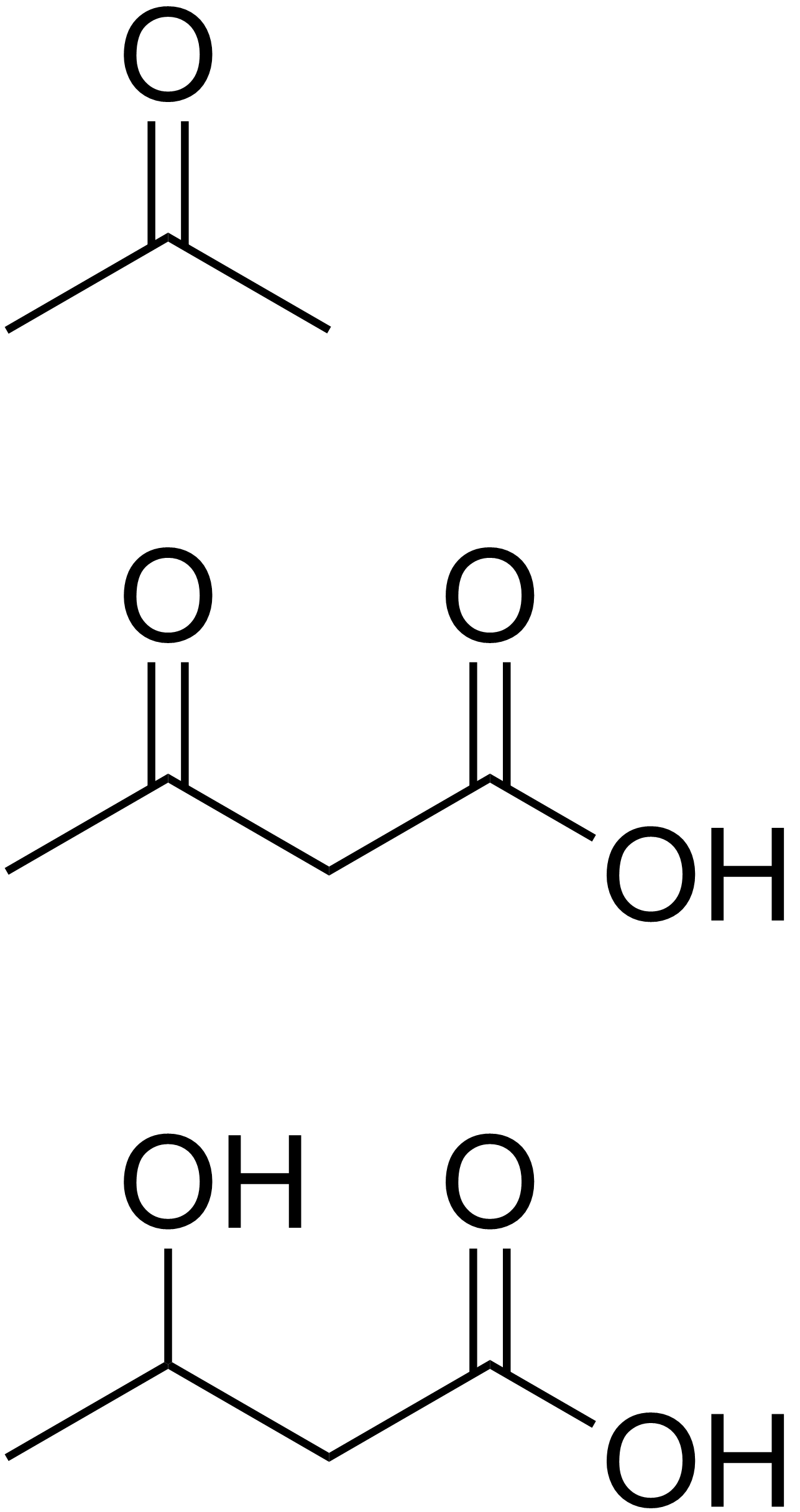
Corpi cetonici - formula chimica

Cetoacidoza este o stare patologică periculoasă a organismului uman, caracterizată prin scăderea rezervei alcaline din sânge, ca urmare a acumulării de cetone.
Cetoacidoza poate însoți o hiperglicemie diabetică, începând de la un anumit nivel ridicat de glicemie. Ca simptom apare în aerul expirat un miros asemănător cu cel de mere putrede. Acest simptom dispare de la sine când glicemia scade suficient, de exemplu cu ajutorul insulinei. 
Începând de la un anumit prag de cetoacidoză cetonele apar și în urină (cetonurie). Cetonele din urină pot fi măsurate foarte repede și simplu cu ajutorul unor probe chimice. Cetonuria nu este însă un fenomen care apare doar însoțind cetoacidoza: O dietă săracă în glucide dar bogată în grăsimi, poate și ea să ducă la apariția cetonuriei. Un diabetic la care aportul caloric cotidian este mai mic decât acela necesar echilibrului dintre consumul de energie și aportul de energie, dar care este totuși în regim controlat (valorile glicemiei sunt menținute totuși normale sau aproape de normal), și el va prezenta cetonurie, fără a-i fi însă viața sau sănătatea amenințată doar prin asta. O persoană sănătoasă dar aflată la regim de slăbire, pentru același motiv ca și diabeticul discutat mai sus, va prezenta și ea cetonurie. Anumite populații umane tradiționale, la care regimul alimentar era reprezentat lungi perioade de timp ale anului doar din carne (grasă) - de exemplu eschimoșii - trăiau probabil întreaga lor viață prezentând cetonurie fără a deveni din această cauză bolnavi, ba dimpotrivă, schimbarea regimului de viață prin modernizarea adusă de albii cu care au intrat în contact de la un anumit moment, i-au transformat în adevărate populații de diabetici, unde 50, 60 sau chiar 80 la sută dintre ei sunt diabetici.
Cetonuria apare deci și în mod fiziologic, atunci când organismul este obligat să scoată mai multă energie din grăsimi decât din glucide ("cetoza", stare fiziologică). Această cale metabolică produce acizi grași și corpi cetonici (cetone) care sunt utilizați în scopuri energetice. Cetonele apar ca intermediari metabolici și în metabolismul alcoolului, nu numai în cel al grăsimilor. Cetoza și manifestarea ei care este cetonuria nu produce cetoacidoză dacă nu este însoțită de hiperglicemie cronică, hiperglicemie cronică care duce la deshidratare severă, fapt ce accentuează și potențează acidoza sanguină, care ar rămâne în limite suportabile dacă n-ar interveni această concentrare prin pierderea de lichide. 